# Guaraniaçu
Guaraniaçu là một đô thị thuộc bang Paraná, Brasil. Đô thị này có diện tích 1225,607 km², dân số năm 2007 là 16271 người, mật độ 11,4 người/km².